# Карамишево (Липецька область)
Карами́шево (рос. Карамышево) — село у Грязінському районі Липецької області Російської Федерації.
Населення становить 1191 особу. Належить до муніципального утворення Карамишевська сільрада.

## Історія
З 13 червня 1934 до 6 січня 1954 року у складі Воронезької області. Відтак входить до складу Липецької області.
Згідно із законом від 23 вересня 2004 року № 126-ОЗ органом місцевого самоврядування є Карамишевська сільрада.

## Населення
| 1880 | 2009  | 2010  | 2013  |
| ---- | ----- | ----- | ----- |
| 2016 | ↘1183 | ↘1092 | ↗1191 |